# Cantone di Roanne-Nord
Il Cantone di Roanne-Nord era una divisione amministrativa dell'arrondissement di Roanne.
È stato soppresso a seguito della riforma complessiva dei cantoni del 2014, che è entrata in vigore con le elezioni dipartimentali del 2015.
Comprendeva parte della città di Roanne e i comuni di:
- La Bénisson-Dieu
- Briennon
- Mably